# Shan Danna
Shan Danna (chiń. 单丹娜; ur. 8 października 1991 w Chinach) – chińska siatkarka grająca jako libero. 
Obecnie występuje w drużynie Zhejiang.